# Leucauge mesomelas
Leucauge mesomelas là một loài nhện trong họ Tetragnathidae.
Loài này thuộc chi Leucauge. Leucauge mesomelas được Octavius Pickard-Cambridge miêu tả năm 1894.